# 2010-es labdarúgó-világbajnokság-selejtező (UEFA – 1. csoport)
A 2010-es labdarúgó-világbajnokság európai 1. selejtezőcsoportjának mérkőzéseit, és a csoport végeredményét tartalmazó lapja. A csoport sorsolását 2007. november 25-én tartották a dél-afrikai Durbanban. A csoportban körmérkőzéses, oda-visszavágós rendszerben játszottak egymással a labdarúgó-válogatottak. A csoportelső automatikus résztvevője lett a 2010-es labdarúgó-világbajnokságnak, a csoport második helyezett csapata csak úgy játszhatott pótselejtezőt, ha a másik nyolc csoportban legalább egy válogatottnál jobb lett a csoport első öt helyezettje elleni összeredménye.
A csoportban a 2004-es labdarúgó-Európa-bajnokság házigazdája, Portugália mellett Svédország, Dánia, Magyarország, Albánia és Málta szerepelt.
A mérkőzések időpontjairól 2008. január 6-án egyeztettek a selejtezőcsoportban szereplő labdarúgó-válogatottak képviselői Koppenhágában, Dániában.

## Tabella
| Hely. | Csapat       | M  | Gy | D | V | G+ | G– | Gk  | P  | Továbbjutás                         |     | Dánia | Portugália | Svédország | Magyarország | Albánia | Málta |
| ----- | ------------ | -- | -- | - | - | -- | -- | --- | -- | ----------------------------------- | --- | ----- | ---------- | ---------- | ------------ | ------- | ----- |
| 1.    | Dánia        | 10 | 6  | 3 | 1 | 16 | 5  | +11 | 21 | Kijutott a 2010-es világbajnokságra |     | —     | 1–1        | 1–0        | 0–1          | 3–0     | 3–0   |
| 2.    | Portugália   | 10 | 5  | 4 | 1 | 17 | 5  | +12 | 19 | Továbbjutott a második fordulóba    |     | 2–3   | —          | 0–0        | 3–0          | 0–0     | 4–0   |
| 3.    | Svédország   | 10 | 5  | 3 | 2 | 13 | 5  | +8  | 18 |                                     |     | 0–1   | 0–0        | —          | 2–1          | 4–1     | 4–0   |
| 4.    | Magyarország | 10 | 5  | 1 | 4 | 10 | 8  | +2  | 16 |                                     | 0–0 | 0–1   | 1–2        | —          | 2–0          | 3–0     |       |
| 5.    | Albánia      | 10 | 1  | 4 | 5 | 6  | 13 | −7  | 7  |                                     | 1–1 | 1–2   | 0–0        | 0–1        | —            | 3–0     |       |
| 6.    | Málta        | 10 | 0  | 1 | 9 | 0  | 26 | −26 | 1  |                                     | 0–3 | 0–4   | 0–1        | 0–1        | 0–0          | —       |       |

## Mérkőzések
| 2008. szeptember 6. 18:45 (UTC+2) |

| Albánia | 0–0         | Svédország |
| ------- | ----------- | ---------- |
|         | Jegyzőkönyv |            |

| Qemal Stafa, Tirana Nézőszám: 13 522 Játékvezető: Mallenco (spanyol) |

| 2008. szeptember 6. 19:45 (UTC+2) |

| Magyarország | 0–0         | Dánia |
| ------------ | ----------- | ----- |
|              | Jegyzőkönyv |       |

| Puskás Ferenc Stadion, Budapest Nézőszám: 18 984 Játékvezető: Hamer (luxemburgi) |

| 2008. szeptember 6. 20:00 (UTC+2) |

| Málta | 0–4               | Portugália                                           |
| ----- | ----------------- | ---------------------------------------------------- |
|       | (0–1) Jegyzőkönyv | Said 26' (öngól) Hugo Almeida 61' Simão 72' Nani 78' |

| Nemzeti Stadion, Ta’ Qali Nézőszám: 11 000 Játékvezető: Blom (holland) |

| 2008. szeptember 10. 20:15 (UTC+2) |

| Svédország               | 2–1               | Magyarország |
| ------------------------ | ----------------- | ------------ |
| Källström 55' Holmén 64' | (0–0) Jegyzőkönyv | Rudolf 90+3' |

| Råsunda Stadion, Solna Nézőszám: 28 177 Játékvezető: Meyer (német) |

| 2008. szeptember 10. 20:45 (UTC+2) |

| Albánia                           | 3–0               | Málta |
| --------------------------------- | ----------------- | ----- |
| Bogdani 45+1' Duro 84' Dallku 90' | (1–0) Jegyzőkönyv |       |

| Qemal Stafa, Tirana Nézőszám: 7 400 Játékvezető: Schoergenhofer (osztrák) |

| 2008. szeptember 10. 20:45 (UTC+1) |

| Portugália                   | 2–3               | Dánia                                    |
| ---------------------------- | ----------------- | ---------------------------------------- |
| Nani 42' Deco 86' (11-esből) | (1–0) Jegyzőkönyv | Bendtner 83' C. Poulsen 88' Jensen 90+2' |

| Estádio José Alvalade, Lisszabon Nézőszám: 33 000 Játékvezető: Webb (angol) |

| 2008. október 11. 19:45 (UTC+2) |

| Magyarország             | 2–0               | Albánia |
| ------------------------ | ----------------- | ------- |
| Torghelle 49' Juhász 82' | (0–0) Jegyzőkönyv |         |

| Puskás Ferenc Stadion, Budapest Nézőszám: 18 000 Játékvezető: Circhetta (svájci) |

| 2008. október 11. 20:00 (UTC+2) |

| Dánia                               | 3–0               | Málta |
| ----------------------------------- | ----------------- | ----- |
| Larsen 10' 46' Agger 29' (11-esből) | (3–0) Jegyzőkönyv |       |

| Parken Stadion, Koppenhága Nézőszám: 33 124 Játékvezető: Paniasvili (grúz) |

| 2008. október 11. 20:00 (UTC+2) |

| Svédország | 0–0         | Portugália |
| ---------- | ----------- | ---------- |
|            | Jegyzőkönyv |            |

| Råsunda Stadion, Solna Nézőszám: 33 241 Játékvezető: Rosetti (olasz) |

| 2008. október 15. 19:30 (UTC+2) |

| Málta | 0–1               | Magyarország  |
| ----- | ----------------- | ------------- |
|       | (0–1) Jegyzőkönyv | Torghelle 23' |

| Nemzeti Stadion, Ta’ Qali Nézőszám: 4 797 Játékvezető: Valgeirsson (izlandi) |

| 2008. október 15. 20:45 (UTC+1) |

| Portugália | 0–0         | Albánia       |
| ---------- | ----------- | ------------- |
|            | Jegyzőkönyv | Teli 36′, 42′ |

| AXA Stadion, Braga Nézőszám: 29 500 Játékvezető: Kircher (német) |

| 2009. február 11. 19:30 (UTC+1) |

| Málta | 0–0         | Albánia |
| ----- | ----------- | ------- |
|       | Jegyzőkönyv |         |

| Nemzeti Stadion, Ta’ Qali Nézőszám: 2 041 Játékvezető: Deaconu (román) |

| 2009. március 28. 20:00 (UTC+1) |

| Málta | 0–3               | Dánia                         |
| ----- | ----------------- | ----------------------------- |
|       | (0–2) Jegyzőkönyv | Larsen 12' 23' Nordstrand 89' |

| Nemzeti Stadion, Ta’ Qali Nézőszám: 6 235 Játékvezető: Mikulski (lengyel) |

| 2009. március 28. 20:30 (UTC+1) |

| Albánia | 0–1               | Magyarország  |
| ------- | ----------------- | ------------- |
|         | (0–1) Jegyzőkönyv | Torghelle 38' |

| Qemal Stafa, Tirana Nézőszám: 12 000 Játékvezető: Kuipers (holland) |

| 2009. március 28. 20:45 (UTC+0) |

| Portugália | 0–0         | Svédország |
| ---------- | ----------- | ---------- |
|            | Jegyzőkönyv |            |

| Estádio do Dragão, Porto Nézőszám: 40 200 Játékvezető: De Bleeckere (belga) |

| 2009. április 1. 19:00 (UTC+2) |

| Magyarország                    | 3–0               | Málta |
| ------------------------------- | ----------------- | ----- |
| Hajnal 7' Gera 81' Juhász 90+3' | (1–0) Jegyzőkönyv |       |

| Puskás Ferenc Stadion, Budapest Nézőszám: 34 400 Játékvezető: Szuhina (orosz) |

| 2009. április 1. 20:15 (UTC+2) |

| Dánia                                | 3–0               | Albánia |
| ------------------------------------ | ----------------- | ------- |
| Andreasen 31' Larsen 37' Poulsen 80' | (2–0) Jegyzőkönyv |         |

| Parken Stadion, Koppenhága Nézőszám: 24 320 Játékvezető: Skomina (szlovén) |

| 2009. június 6. 20:00 (UTC+2) |

| Svédország | 0–1               | Dánia          |
| ---------- | ----------------- | -------------- |
|            | (0–1) Jegyzőkönyv | Kahlenberg 22' |

| Råsunda Stadion, Solna Nézőszám: 33 619 Játékvezető: Riley (angol) |

| 2009. június 6. 20:45 (UTC+2) |

| Albánia     | 1–2               | Portugália              |
| ----------- | ----------------- | ----------------------- |
| Bogdani 29' | (1–1) Jegyzőkönyv | Almeida 28' Alves 90+2' |

| Qemal Stafa, Tirana Nézőszám: 13 320 Játékvezető: Meyer (német) |

| 2009. június 10. 19:00 (UTC+2) |

| Svédország                                             | 4–0               | Málta |
| ------------------------------------------------------ | ----------------- | ----- |
| Källström 21' Majstorović 52' Ibrahimović 56' Berg 58' | (1–0) Jegyzőkönyv |       |

| Ullevi Stadion, Göteborg Nézőszám: 25 271 Játékvezető: Murray (skót) |

| 2009. szeptember 5. 20:00 (UTC+2) |

| Dánia        | 1–1               | Portugália  |
| ------------ | ----------------- | ----------- |
| Bendtner 42' | (1–0) Jegyzőkönyv | Liédson 86' |

| Parken Stadion, Koppenhága Nézőszám: 37 998 Játékvezető: Busacca (svájci) |

| 2009. szeptember 5. 20:00 (UTC+2) |

| Magyarország          | 1–2               | Svédország                    |
| --------------------- | ----------------- | ----------------------------- |
| Huszti 79' (11-esből) | (0–1) Jegyzőkönyv | Mellberg 8' Ibrahimović 90+4' |

| Puskás Ferenc Stadion, Budapest Nézőszám: 40 169 Játékvezető: Rizzoli (olasz) |

| 2009. szeptember 9. 18:30 (UTC+2) |

| Málta | 0–1               | Svédország            |
| ----- | ----------------- | --------------------- |
|       | (0–0) Jegyzőkönyv | Azzopardi 81' (öngól) |

| Nemzeti Stadion, Ta’ Qali Nézőszám: 5 500 Játékvezető: McCourt (északír) |

| 2009. szeptember 9. 20:30 (UTC+2) |

| Albánia     | 1–1               | Dánia        |
| ----------- | ----------------- | ------------ |
| Bogdani 51' | (0–1) Jegyzőkönyv | Bendtner 40' |

| Qemal Stafa, Tirana Nézőszám: 4 500 Játékvezető: Cakir (török) |

| 2009. szeptember 9. 20:45 (UTC+2) |

| Magyarország | 0–1               | Portugália |
| ------------ | ----------------- | ---------- |
|              | (0–1) Jegyzőkönyv | Pepe 9'    |

| Puskás Ferenc Stadion, Budapest Nézőszám: 42 000 Játékvezető: Lannoy (francia) |

| 2009. október 10. 20:00 (UTC+2) |

| Dánia          | 1–0               | Svédország |
| -------------- | ----------------- | ---------- |
| J. Poulsen 79' | (0–0) Jegyzőkönyv |            |

| Parken Stadion, Koppenhága Nézőszám: 37 800 Játékvezető: Mejuto González (spanyol) |

| 2009. október 10. 20:45 (UTC+1) |

| Portugália                | 3–0               | Magyarország |
| ------------------------- | ----------------- | ------------ |
| Simão 18' 79' Liédson 74' | (1–0) Jegyzőkönyv |              |

| Estádio da Luz, Lisszabon Nézőszám: 50 115 Játékvezető: Hamer (luxemburgi) |

| 2009. október 14. 20:45 (UTC+2) |

| Dánia | 0–1               | Magyarország |
| ----- | ----------------- | ------------ |
|       | (0–1) Jegyzőkönyv | Buzsáky 35'  |

| Parken Stadion, Koppenhága Nézőszám: 36 956 Játékvezető: Meyer (német) |

| 2009. október 14. 19:45 (UTC+1) |

| Portugália                                      | 4–0               | Málta |
| ----------------------------------------------- | ----------------- | ----- |
| Nani 14' Simão 45' Miguel Veloso 52' Edinho 90' | (2–0) Jegyzőkönyv |       |

| Estádio D. Afonso Henriques, Guimarães Nézőszám: 29 350 Játékvezető: Kelly (ír) |

| 2009. október 14. 20:45 (UTC+2) |

| Svédország                            | 4–1               | Albánia |
| ------------------------------------- | ----------------- | ------- |
| Mellberg 6' 42' Berg 40' Svensson 86' | (3–0) Jegyzőkönyv |         |

| Råsunda Stadion, Solna Nézőszám: 25 342 Játékvezető: Ivanov (orosz) |

## Góllövőlista
Alapvető sorrend: gólok száma (csökkenő); játszott percek (növekvő); országnév; játékosnév.
| Helyezés | Játékos            | Nemzet       | Gólok | Játszott percek | Percek / gól |
| -------- | ------------------ | ------------ | ----- | --------------- | ------------ |
| 1.       | Søren Larsen       | Dánia        | 5     | 310'            | 62'          |
| 2.       | Simão Sabrosa      | Portugália   | 4     | 563'            | 140' 45"     |
| 3.       | Nani               | Portugália   | 3     | 477'            | 159'         |
| 4.       | Erion Bogdani      | Albánia      | 3     | 514'            | 171' 20"     |
| 5.       | Nicklas Bendtner   | Dánia        | 3     | 706'            | 235' 20"     |
| 6.       | Torghelle Sándor   | Magyarország | 3     | 802'            | 267' 19"     |
| 7.       | Olof Mellberg      | Svédország   | 3     | 810'            | 270'         |
| 8.       | Marcus Berg        | Svédország   | 2     | 180'            | 90'          |
| 9.       | Liédson            | Portugália   | 2     | 271'            | 135' 30"     |
| 10.      | Hugo Almeida       | Portugália   | 2     | 388'            | 194'         |
| 11.      | Juhász Roland      | Magyarország | 2     | 784'            | 392'         |
| 12.      | Zlatan Ibrahimović | Svédország   | 2     | 788'            | 394'         |
| 13.      | Kim Källström      | Svédország   | 2     | 824'            | 412'         |
| 14.      | Christian Poulsen  | Dánia        | 2     | 882'            | 441'         |
| 15.      | Miguel Veloso      | Portugália   | 1     | 9'              | 9'           |
| 16.      | Edinho             | Portugália   | 1     | 49'             | 49'          |
| 17.      | Morten Nordstrand  | Dánia        | 1     | 98'             | 98'          |
| 18.      | Buzsáky Ákos       | Magyarország | 1     | 162'            | 162'         |
| 19.      | Rudolf Gergely     | Magyarország | 1     | 198'            | 198'         |
| 20.      | Leon Andreasen     | Dánia        | 1     | 205'            | 205'         |
| 21.      | Thomas Kahlenberg  | Dánia        | 1     | 240'            | 240'         |
| 22.      | Daniel Jensen      | Dánia        | 1     | 386'            | 386'         |
| 23.      | Hamdi Salihi       | Albánia      | 1     | 421'            | 421'         |
| 24.      | Jakob Poulsen      | Dánia        | 1     | 455'            | 455'         |
| 25.      | Samuel Holmén      | Svédország   | 1     | 460'            | 460'         |
| 26.      | Hajnal Tamás       | Magyarország | 1     | 475'            | 475'         |
| 27.      | Gera Zoltán        | Magyarország | 1     | 495'            | 495'         |
| 28.      | Anders Svensson    | Svédország   | 1     | 511'            | 511'         |
| 29.      | Deco               | Portugália   | 1     | 618'            | 618'         |
| 30.      | Bruno Alves        | Portugália   | 1     | 630'            | 630'         |
| 31.      | Armend Dallku      | Albánia      | 1     | 720'            | 720'         |
| 32.      | Daniel Agger       | Dánia        | 1     | 720'            | 720'         |
| 33.      | Huszti Szabolcs    | Magyarország | 1     | 771'            | 771'         |
| 34.      | Pepe               | Portugália   | 1     | 810'            | 810'         |
| 35.      | Klodian Duro       | Albánia      | 1     | 879'            | 879'         |
| 36.      | Daniel Majstorović | Svédország   | 1     | 900'            | 900'         |

Öngólok
| Játékos       | Nemzet | Gólok | Ellenfél   |
| ------------- | ------ | ----- | ---------- |
| Ian Azzopardi | Málta  | 1     | Svédország |
| Brian Said    | Málta  | 1     | Portugália |

## Lapok
Alapvető sorrend: kiállítások száma (csökkenő); második sárga lap miatti kiállítások száma (csökkenő); sárga lapok száma (csökkenő); országnév; játékosnév.
| Játékos                   | Nemzet       | kiállítva | sárga lap · 2. sárga lap · kiállítva | Sárga lap | Összesen |
| ------------------------- | ------------ | --------- | ------------------------------------ | --------- | -------- |
| Admir Teli                | Albánia      |           | 1                                    |           | 1        |
| Armend Dallku             | Albánia      |           |                                      | 6         | 6        |
| Amsi Agolli               | Albánia      |           |                                      | 4         | 4        |
| Gera Zoltán               | Magyarország |           |                                      | 4         | 4        |
| Bodnár László             | Magyarország |           |                                      | 3         | 3        |
| Dárdai Pál                | Magyarország |           |                                      | 3         | 3        |
| Juhász Roland             | Magyarország |           |                                      | 3         | 3        |
| Michael Mifsud            | Málta        |           |                                      | 3         | 3        |
| Pepe                      | Portugália   |           |                                      | 3         | 3        |
| Lorik Cana                | Albánia      |           |                                      | 2         | 2        |
| Thomas Sørensen           | Dánia        |           |                                      | 2         | 2        |
| Babos Gábor               | Magyarország |           |                                      | 2         | 2        |
| Halmosi Péter             | Magyarország |           |                                      | 2         | 2        |
| Luke Dimech               | Málta        |           |                                      | 2         | 2        |
| Jamie Pace                | Málta        |           |                                      | 2         | 2        |
| Zlatan Ibrahimović        | Svédország   |           |                                      | 2         | 2        |
| Anders Svensson           | Svédország   |           |                                      | 2         | 2        |
| Elvin Beqiri              | Albánia      |           |                                      | 1         | 1        |
| Debatik Curri             | Albánia      |           |                                      | 1         | 1        |
| Klodian Duro              | Albánia      |           |                                      | 1         | 1        |
| Isli Hidi                 | Albánia      |           |                                      | 1         | 1        |
| Altin Lala                | Albánia      |           |                                      | 1         | 1        |
| Andi Lila                 | Albánia      |           |                                      | 1         | 1        |
| Ervin Skela               | Albánia      |           |                                      | 1         | 1        |
| Kristi Vangjeli           | Albánia      |           |                                      | 1         | 1        |
| Endrit Vrapi              | Albánia      |           |                                      | 1         | 1        |
| Stephan Andersen          | Dánia        |           |                                      | 1         | 1        |
| Lars Jacobsen             | Dánia        |           |                                      | 1         | 1        |
| Michael Jakobsen          | Dánia        |           |                                      | 1         | 1        |
| Daniel Jensen             | Dánia        |           |                                      | 1         | 1        |
| Simon Kjaer               | Dánia        |           |                                      | 1         | 1        |
| Søren Larsen              | Dánia        |           |                                      | 1         | 1        |
| Martin Laursen            | Dánia        |           |                                      | 1         | 1        |
| Anders Moller-Christensen | Dánia        |           |                                      | 1         | 1        |
| Christian Poulsen         | Dánia        |           |                                      | 1         | 1        |
| Christopher Poulsen       | Dánia        |           |                                      | 1         | 1        |
| Dennis Rommedahl          | Dánia        |           |                                      | 1         | 1        |
| Jon Dahl Tomasson         | Dánia        |           |                                      | 1         | 1        |
| Dzsudzsák Balázs          | Magyarország |           |                                      | 1         | 1        |
| Hajnal Tamás              | Magyarország |           |                                      | 1         | 1        |
| Torghelle Sándor          | Magyarország |           |                                      | 1         | 1        |
| Tóth Balázs               | Magyarország |           |                                      | 1         | 1        |
| Vanczák Vilmos            | Magyarország |           |                                      | 1         | 1        |
| Gilbert Agius             | Málta        |           |                                      | 1         | 1        |
| Shaun Bajada              | Málta        |           |                                      | 1         | 1        |
| Daniel Bogdanovic         | Málta        |           |                                      | 1         | 1        |
| Jonathan Caruana          | Málta        |           |                                      | 1         | 1        |
| Andrew Cohen              | Málta        |           |                                      | 1         | 1        |
| Clayton Failla            | Málta        |           |                                      | 1         | 1        |
| Kenneth Scicluna          | Málta        |           |                                      | 1         | 1        |
| Aaron Xuereb              | Málta        |           |                                      | 1         | 1        |
| Hugo Almeida              | Portugália   |           |                                      | 1         | 1        |
| Danny Alves               | Portugália   |           |                                      | 1         | 1        |
| José Bosingwa             | Portugália   |           |                                      | 1         | 1        |
| Duda                      | Portugália   |           |                                      | 1         | 1        |
| Liédson                   | Portugália   |           |                                      | 1         | 1        |
| Raul Meireles             | Portugália   |           |                                      | 1         | 1        |
| Nani                      | Portugália   |           |                                      | 1         | 1        |
| Ricardo Quaresma          | Portugália   |           |                                      | 1         | 1        |
| Kim Källström             | Svédország   |           |                                      | 1         | 1        |
| Olof Mellberg             | Svédország   |           |                                      | 1         | 1        |
| Behrang Safari            | Svédország   |           |                                      | 1         | 1        |
| Összesen                  | Összesen     | 0         | 1                                    | 90        | 91       |

## Nézőszámok
Az alábbi táblázat tartalmazza a csapatok otthoni mérkőzéseinek nézőszámait
Alapvető sorrend: átlagos nézőszám (csökkenő); országnév
| Csapat       | M | Összesen | Legalacsonyabb | Legmagasabb | Átlag  |
| ------------ | - | -------- | -------------- | ----------- | ------ |
| Portugália   | 5 | 182 165  | 29 350         | 50 115      | 36 433 |
| Dánia        | 5 | 170 198  | 24 320         | 37 998      | 34 040 |
| Magyarország | 5 | 153 553  | 18 000         | 42 000      | 30 711 |
| Svédország   | 5 | 145 650  | 25 271         | 33 619      | 29 130 |
| Albánia      | 5 | 50 742   | 4 500          | 13 522      | 10 148 |
| Málta        | 5 | 29 573   | 2 041          | 11 000      | 5 915  |